# ۳۳۴ (پیش از میلاد)
۳۳۴ (پیش از میلاد) ۳۳۴مین سال قبل از تقویم میلادی است.

## رویدادها
نبرد گرانیک